# Merionoeda acuta
Merionoeda acuta là một loài bọ cánh cứng trong họ Cerambycidae.